# Киселёва, Ольга (тяжелоатлетка)
Ольга Киселёва (род. 10 октября 1984 или 1984) — российская тяжелоатлетка, выступавшая в весовой категории до 69 килограммов. Бронзовый призёр чемпионата мира, серебряный призёр чемпионата Европы и чемпионка мира среди юниоров.

## Биография
Ольга Киселёва родилась 10 октября 1984 года.

## Карьера
Тренировалась под руководством Анатолия Рябцева.
На чемпионате России 2004 года Ольга Киселёва заняла третье место с результатом 235 кг (105 + 130).
В возрасте 19 лет Ольга Киселёва выступала на юниорском чемпионате мира 2004 года, который проходил в Минске. В весовой категории до 69 кг россиянка подняла 107,5 килограммов в рывке и 137,5 кг в толчке. Общий результат в 245 кг оказался победным, на 5 килограммов больше серебряного призёра Ху Сюцзинь.
На чемпионате Европы 2005 года Ольга Киселёва завоевала серебряную медаль с результатом 252,5 килограммов в сумме двух упражнений (110 кг в рывке и 142,5 в толчке). Она уступила Зареме Касаевой, завоевавшей золото, 12,5 кг. При этом согласно рассчитанному после окончания турнира коэффициенту Синклера Касаева и Киселёва стали лучшими спортсменками чемпионата Европы.
Во время подготовки к взрослому чемпионату мира 2005 года в Дохе Ольга Киселёва поднимала 267,5 килограммов в сумме, но из-за полученной во время тренировки травмы была вынуждена отказаться от таких весов на главном старте.
На чемпионате мира Киселёва подняла 250 килограммов (110 кг в рывке и 140 кг в толчке), уступив россиянке Зареме Касаевой и китаянке Лю Хайся, которые подняли 275 и 274 кг, соответственно.